# Klammerurtagare

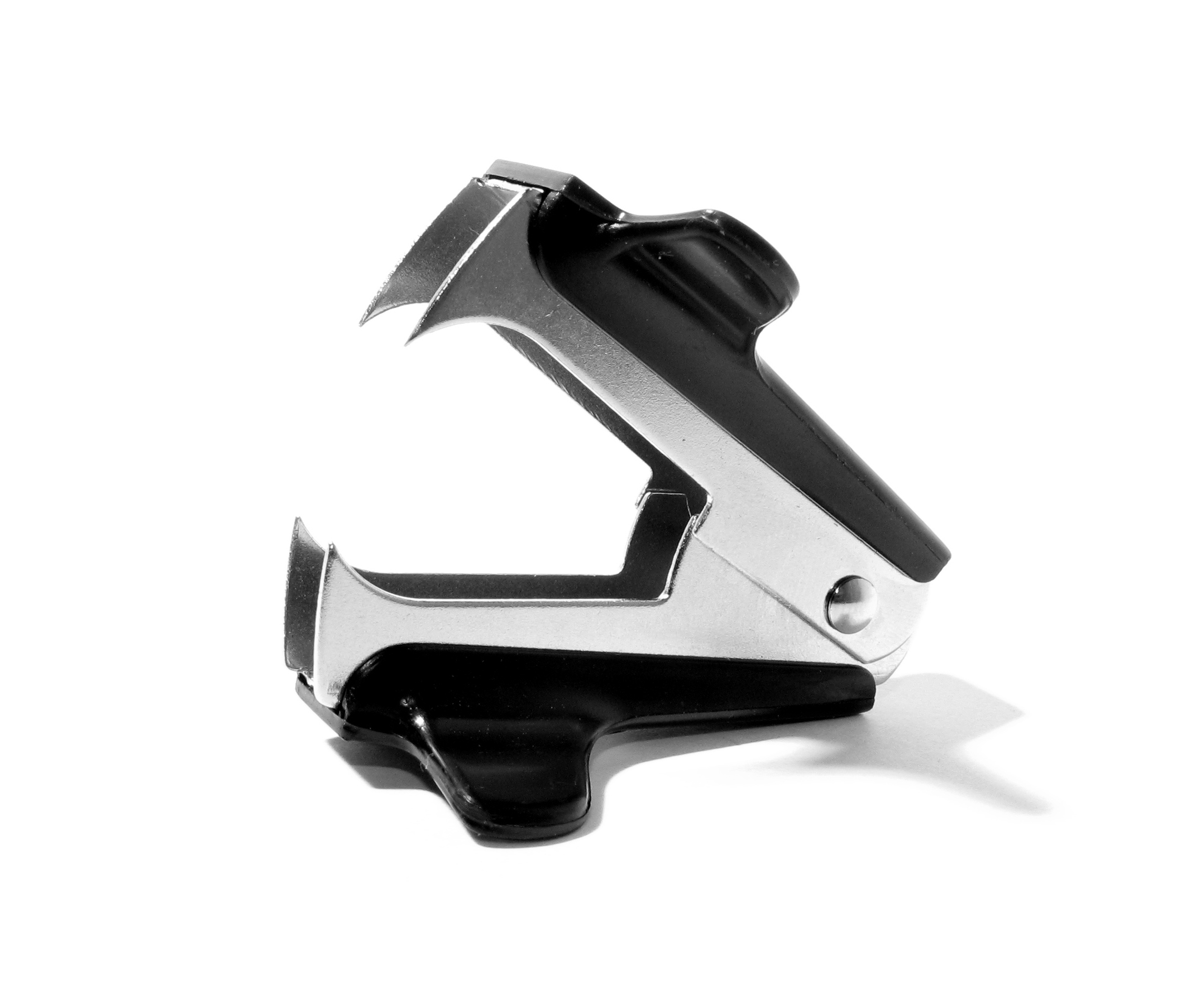
Klammerurtagare

Klammerurtagare är ett litet verktyg i form av en tång (ett par käftar) eller en mejsel (platt skalpell) med vilken man avlägsnar häftklammer som fäster ihop papper.